# ボボボーボ・ボーボボ? 澤井啓夫短編集
『ボボボーボ・ボーボボ? 澤井啓夫短編集』(ボボボーボ・ボーボボ さわいよしおたんぺんしゅう)は、澤井啓夫による日本の漫画短編集。

## 作品解説
山中臭活劇
赤マルジャンプ掲載。作者のデビュー作。
ボボボーボ・ボーボボ 赤マルバージョン
赤マルジャンプ掲載。ボボボーボ・ボーボボのもっとも古いバージョン。
ボボボーボ・ボーボボ 第1話 ボーボボとビュティ
週刊少年ジャンプ掲載。
ボボボーボ・ボーボボ 第2話 ボーボボと軍艦
週刊少年ジャンプ掲載。
ボボボーボ・ボーボボ 第3話 ボーボボと首領パッチ
週刊少年ジャンプ掲載。首領パッチが初登場。
ボボボーボ・ボーボボ 第4話 ボーボボとヘッポコ丸
GAG Special2001掲載。
ムテキマン
週刊少年ジャンプ掲載。作者が持ち込んだ作品のひとつ。
激戦!!ジャンケン島
GAG Special2002掲載。作者が持ち込んだ作品のひとつ。台詞、擬音を排除したサイレント漫画。

## 書籍情報
- 澤井啓夫『ボボボーボ・ボーボボ? 澤井啓夫短編集』2002年4月9日発行、ISBN 4-08-873248-0